# Henri Masson
Eugène Henri Masson (Parigi, 17 gennaio 1872 – Meudon, 17 gennaio 1963) è stato uno schermidore francese, vincitore della medaglia d'argento nel fioretto individuale ai giochi olimpici del 1900, a Parigi.